# Бигвава, Михаил Вартанович
Михаил Вартанович Бигвава (10 апреля 1929 года, село Тхина, ССР Абхазия, ССР Грузия, ЗСФСР, СССР — 4 января 2008 года, село Тхина, Очамчырский район, Абхазия) — грузинский и абхазский государственный и хозяйственный деятель. Бригадир проходчиков шахты № 2 треста «Ткварчелуголь» Министерства угольной промышленности СССР, Абхазская АССР, Грузинская ССР. Герой Социалистического Труда (1966). Депутат Верховного Совета Грузинской ССР и Абхазской АССР. Член ЦК Компартии Грузии.

## Биография
Родился в 1929 году в крестьянской семье в селе Тхина.
Получил неполное среднее образование. Служил на срочной службе в Советской Армии. После армии с начала 1950-х годов трудился горняком, бригадиром проходчиков на шахте № 2 «Ткварчелуголь». Без отрыва от производства получил среднее образование и позднее окончил заочный факультет Тбилисского политехнического института по специальности горного инженера.
Бригада проходчиков под его руководством неоднократно занимала передовые позиции в социалистическом соревновании и досрочно выполнила производственные задания Семилетки по добыче угля (1959—1965). Указом Президиума Верховного Совета СССР от 2 апреля 1966 года удостоен звания Героя Социалистического Труда за «достигнутые успехи в развитии сельского хозяйства, промышленности и науки Грузинской ССР» с вручением ордена Ленина и золотой медали «Серп и Молот».
С конца 1970-х годов — директор ПТУ № 2 в Ткварчели, СГПТУ № 113 в селе Бзыбь. С 1982 года — секретарь парткома объединения пансионатов курорта Пицунда.
Избирался депутатом Верховного Совета Грузинской ССР и Абхазской АССР, членом ЦК Компартии Грузии (1964—1971).
После выхода на пенсию проживал в родном селе Тхина. В 2000-е годы проживал в Пролетарском районе Ростовской области.
Скончался 4 января 2008 года. Похоронен на сельском кладбище в селе Тхина.